# 十驾斋养新录
《十驾斋养新录》，共二十卷，含《餘錄》三卷，清代錢大昕撰。
《十驾斋养新录》是錢大昕的讀書筆記，“十駕”之名取自《荀子》曰：“驽马十驾，功在不舍。”其体例仿顾炎武《日知录》，前三卷论经学，四、五卷论小学，六至九卷论史学，卷十论官制，卷十一论地理，卷十二论姓氏，十三、十四卷论典籍，卷十五論金石，卷十六论词章，卷十七卷术数，卷十八论儒术，十九、二十卷论杂志、考证。
《十驾斋养新录》卷五有《古无轻脣音》、《舌音类隔之说不可信》兩篇，提及古无轻脣音、古无舌上音、古人多舌音，為音韻學的創見。本書卷第十七首條〈圓徑周率〉提到圓周率的算法。卷十八有“文人勿相輕”則談到杜牧對元稹、白居易的詆毀。
陈垣曾说：“《日知录》在清代是第一流的，但还不是第一，第一应推钱大昕的《十驾斋养新录》。”